# Estadio Cacique Diriangén
Das Estadio Cacique Diriangén ist ein Fußballstadion in Diriamba, Nicaragua. Die Heimspielstätte des FC Diriangén wird überwiegend für Fußballspiele genutzt. Es bietet Platz für 7.500 Zuschauer.